# Dopolavoro Ferroviario Trieste
La sezione di hockey su pista del Dopolavoro Ferroviario Trieste era una squadra di hockey su pista avente sede a Trieste, fondata nel 1935. I suoi colori sociali erano il bianco e il celeste. Disputava le gare interne presso la propria pista di pattinaggio sita in viale Miramare a Trieste, costruita alla fine degli anni 1930. Durante la sua storia partecipò a 27 tornei di massima divisione del campionato italiano di hockey su pista, disputando la finale del 1941. Fu anche finalista della Coppa Italia del 1967. Disputò il suo ultimo campionato di massima serie nel 1973 prima di retrocedere nelle serie inferiori, poi svolse solo attività giovanile fino a cessare l'attività della sezione di hockey su pista.

## Cronistoria
| Cronistoria del Dopolavoro Ferroviario Trieste |
| --- |
| - 1935 · Fondazione del Dopolavoro Ferroviario Trieste Hockey - 1935 · 2º nel girone C prima fase della Divisione Nazionale - 1936 · 6º nel girone finale della Divisione Nazionale - 1937 · 3º nel girone A seconda fase della Divisione Nazionale - 1938 · 2º in Divisione Nazionale - 1939 · 2º in Divisione Nazionale - 1940 · 4º nel girone finale della Divisione Nazionale - 1941 · Finalista della Divisione Nazionale - 1942 · 3º nel girone B seconda fase della Divisione Nazionale - 1943 · Inattivo causa seconda guerra mondiale - 1944 · Inattivo causa seconda guerra mondiale - 1945 · Inattivo causa seconda guerra mondiale - 1946 · 6º nel girone A prima fase della Serie A - 1947 · Inattivo - 1948 · 5º nel girone A prima fase della Serie A - 1949 · 6º nel girone finale della Serie A - 1950 · 8º in Serie A · Retrocesso in serie B - 1951 · 1º in Serie B · Promosso in serie A - 1952 · 8º in Serie A · Retrocesso in serie B - 1953 · 1º in Serie B · Promosso in serie A - 1954 · 7º in Serie A - 1955 · 6º in Serie A - 1956 · 7º in Serie A - 1957 · 8º in Serie A - 1958 · 7º in Serie A - 1959 · 9º in Serie A · Retrocesso in serie B Viene ripescato in Serie A per rinuncia dell'Enal Pinsport Treviso. - 1960 · 7º in Serie A - 1961 · 7º in Serie A - 1962 · 6º in Serie A - 1963 · 7º in Serie A - 1964 · 5º in Serie A - 1965 · 5º in Serie A - 1966 · 10º in Serie A · Retrocesso in serie B - 1967 · 1º in Serie B · Promosso in serie A Finalista in Coppa Italia - 1968 · 5º in Serie A - 1969 · 9º in Serie A · Retrocesso in serie B - 1970 · Serie B - 1971 · 1º in Serie B · Promosso in serie A - 1972 · 6º in Serie A - 1973 · 11º in Serie A · Retrocesso in serie B - 1974 · Serie B - 1975 · Serie B - ... - ... · Attività giovanile - ... · Cessa l'attività della sezione di hockey su pista. |

## Palmarès

### Altre competizioni
- Campionato italiano di serie B/A2: 4

1951, 1953, 1967, 1971

## Statistiche

### Partecipazioni ai campionati
| Livello | Categoria           | Partecipazioni | Debutto | Ultima stagione | Totale |
| ------- | ------------------- | -------------- | ------- | --------------- | ------ |
| 1º      | Divisione Nazionale | 8              | 1935    | 1942            | 27     |
| 1º      | Serie A             | 19             | 1950    | 1973            | 27     |
| 2º      | Serie B             | 7              | 1951    | 1975            | 7      |